# داء هيموسيدريني سطحي
الداء الهيموسيدريني العصبي المركزي السطحي، هو مرض يصيب الدماغ وينجم عن تراكم الحديد المزمن في الأنسجة العصبية المرتبطة بالسائل الدماغي الشوكي. يحدث المرض إثر ترسب الهيموسيدرين في الأنسجة العصبية، ويرتبط بفقدان الخلايا العصبية والدباق وزوال ميالين الخلايا العصبية. اكتشف رالف هاميل المرض لأول مرة في عام 1908، بعد تشريحه لإحدى الجثث. بقي تشخيص المرض يعتمد بشكل كبير على تحاليل بعد الوفاة إلى أن ظهرت تقنية التصوير بالرنين المغناطيسي وجعلت التشخيص أسهل بكثير. يعتبر الداء الهيموسيدريني السطحي من الأمراض النادرة؛ إذ بلغ عدد الحالات المسجلة في الأدب الطبي أقل من 270 حالة حتى عام 2006. يؤثر المرض على مجموعة عمرية واسعة النطاق، ويصيب الرجال أكثر من النساء بثلاث مرات. زاد عدد الحالات المسجلة مع تطور تقنية التصوير بالرنين المغناطيسي، لكنه ما يزال مرض نادر.

## الأعراض
يتسم المرض بالعديد من الأعراض الناتجة عن تلف الدماغ:
- الصمم الحسي العصبي: هو أشيع الأعراض المرتبطة بترسب الهيموسيدرين السطحي وغيابه نادر الحدوث. يفقد المريض عادةً القدرة على سماع النغمات الأعلى أولًا، وعلى مدى فترة تتراوح من عام إلى اثني عشر عام، يتطور ذلك إلى صمم تام، وقد تبقى القدرة على سماع النغمات المنخفضة موجودة لدى البعض.
- الرنح: هو حدوث خلل في طريقة المشي، ويعتبر ثاني أشيع عرض للمرض.
- علامات هرمية: هي مجموعة علامات مختلفة يدل وجودها على اضطراب في السبل الهرمية.
- الخرف: يصيب نحو ربع المرضى.
- اضطرابات في المثانة.
- فقدان حاسة الشم.
- تفاوت الحدقتين أو عدم تساوي حجم الحدقتين.

## السبب
يعتبر النزيف المزمن في المسافة تحت العنكبوتية في الدماغ، أي تسرب خلايا الدم الحمراء إلى السائل الدماغي النخاعي، السبب الأشيع للإصابة بالداء الهيموسيدريني السطحي. قد ينجم النزيف المزمن عن أسباب عديدة، ونذكر منها: التشوهات الشريانية الوريدية -كالتشوه الكهفي- أو الورم البطاني العصبي المخاطي الحليمي للحبل الشوكي أو من ورم دموي تحت جافية مزمن أو من تحويلة بطينية أو من نزيف تحت عنكبوتية مزمن. تتضمن مصادر النزيف المزمن أيضًا الجراحات الدماغية السابقة ورضوض الجهاز العصبي المركزي، وقد يكونان السبب الأشيع له، على الرغم من ظهوره بعد سنوات عديدة من تاريخ الإصابة أو الجراحة. في نحو نصف الحالات المسجلة تقريبًا، لم يعثر الدارسون على أي مصدر للنزيف.

## العلاج
لا يتوفر لغاية اليوم علاج شافي للداء الهيموسيدريني السطحي. تعمل العلاجات الحالية على تخفيف الأعراض الموجودة، وتقي من تطور المزيد من الأعراض. إذا تمكن الأطباء من تحديد مصدر النزيف (لا يوجد مصدر واضح في كثير من الأحيان)، فيمكن إجراء تصحيح جراحي لمصدر النزيف. أثبت التصحيح الجراحي فعاليته في منع تطور أعراض جديدة في بعض الحالات، ولكنه لم يؤثر على الأعراض الموجودة سابقًا. في كثير من الحالات، يوصف للمرضى دواء الديفيريبرون (الاسم التجاري: فيريبروكس)، وهو خالب حديد ذواب في الدسم يستخدم لخلب الحديد من الجهاز العصبي المركزي. يرتبط استخدام الديفيريبرون بحالات شديدة من قلة العدلات، ولتقليل خطر هذا الاختلاط ومضاعفاته، يجري الأطباء اختبار دم أسبوعي لقياس عدد العدلات المطلق.
قدمت زراعة القوقعة نجاح متفاوت في قدرتها على تحسين الصمم المرافق للمرض. لا يلاحظ معظم المرضى تحسن كبير بعد الزراعة الناجحة، ويعزى ذلك إلى تلف العصب الدهليزي القوقعي (العصب القحفي الثامن)، وليس القوقعة نفسها. تتحسن حالة البعض بعد العملية بشكل كبير مع عودة شبه طبيعية للسمع، ولكن ما تزال قدرتنا على معرفة مدى استجابة الشخص للعلاج ضئيلة لغاية الآن.